# Ochoz (Prostějovi járás)
Ochoz település Csehországban, a Prostějovi járásban. Ochoz Raková u Konice, Rakůvka, Konice, Hvozd, Březsko és Budětsko településekkel határos. Lakosainak száma 198 fő (2024. január 1.).

## Népesség
A település lakosságának változását az alábbi diagram mutatja:
| Lakosok száma | 311  | 319  | 271  | 236  | 234  | 208  | 203  | 195  | 195  | 198  |
|               | 1869 | 1890 | 1921 | 1950 | 1980 | 2001 | 2017 | 2019 | 2022 | 2024 |